# Bestia a 5 carte
La bestia a 5 carte (in seguito indicata solo come bestia) è un gioco di carte diffuso, con alcune piccole varianti, in alcune province delle Marche, spesso praticato in famiglia e nel periodo natalizio. Ha regole parzialmente mutuate dal tressette, dalla briscola, con elementi di bridge e poker.

## Regole
- La bestia si gioca in 5 giocatori con un mazzo da 40 carte italiane tradizionali (piacentine o napoletane).
- L'ordine gerarchico delle carte, dalla più alta alla più bassa, è il seguente: re (10), cavallo (9), fante (8), 7, 6, 5, 4, 3, 2, asso.
- Una sessione di gioco si completa in una smazzata (ricomposizione, mescolamento, taglio e distribuzione del mazzo di carte); il gioco consiste di tre fasi principali: distribuzione delle carte, dichiarazione o licitazione dei bussanti, che determina i giocatori che potranno cambiare le loro carte con la nuova distribuzione ed il gioco della carta.
- Tutti i movimenti della bestia si svolgono in senso antiorario e cioè da sinistra a destra.
- Ad ogni smazzata va costituito un piatto (normalmente in denaro) che sarà assegnato a colui che effettuerà tre prese o due nel caso in cui vi siano altri tre giocatori ad aver effettuato una presa. Nel caso nessuno riuscisse ad effettuare tre prese o due come nel caso precedente il piatto verrà salvato cioè rimarrà in gioco per la mano di gioco successiva.
- Nel gioco della carta bisogna rispondere al seme (palo), cioè avendo una carta dello stesso seme della prima carta giocata si ha l'obbligo di giocarla, come nel gioco del tressette, anche se il seme è di briscola.
- In mancanza del seme tirato di mano si è obbligati a giocare briscola, se in possesso.
- Se un giocatore ha in mano una carta più alta della/e precedenti giocate è sempre obbligato a giocarla (ad ammazzare), anche se il seme è di briscola.
- Regola particolare della bestia a 5 carte è l'obbligo di giocare il piatto sicuro (anche detto piatto matematico): se il giocatore ha in mano carte che gli consentono di avere il piatto assicurato deve necessariamente giocarle, pena il versamento dell'ammontare contenuto nel piatto.
- Una volta che un giocatore sia riuscito ad assicurarsi il piatto è obbligato a giocare la carta migliore che ha in mano pena il versamento del piatto.
- Se un giocatore non riesce a fare almeno una presa perde (va in bestia), ed è obbligato a versare l'intero ammontare contenuto nel piatto.

## Distribuzione
Il mazziere (a rotazione ciascuno dei giocatori, partendo solitamente da colui che in un preventivo sorteggio ha preso la carta più alta), dopo aver mescolato le carte e fatto tagliare il mazzo dal giocatore di sinistra, distribuirà tre carte alla volta ad ogni giocatore che se le sistemerà in mano, partendo dal giocatore alla propria destra. Poi girerà una carta in mezzo al tavolo che da quel momento indicherà il seme della briscola (l'atout del bridge). Scoperta la briscola distribuirà due alla volta le altre due carte rimanenti ai rispettivi giocatori.
Ogni giocatore riceve, in questo modo, 5 carte che sistemerà in mano.

## Dichiarazione e seconda distribuzione delle carte
La "dichiarazione" o "licitazione" dei bussanti ha lo scopo di determinare quanti giocatori parteciperanno al gioco della carta. Inizia dopo che il mazziere ha finito di distribuire le carte. Durante la dichiarazione i giocatori parlano a turno. Il primo a parlare è il giocatore di mano, vale a dire quello a destra del mazziere, quindi si procede in senso antiorario. Ogni giocatore può passare la mano, e riporre le carte coperte sul tavolo (non potrà più rientrare in partita nella smazzata corrente), oppure bussare, dichiarando in questo modo di voler partecipare alla fase successiva del gioco della carta. 
Finite le "dichiarazioni", il mazziere procederà alla seconda distribuzione dando ai giocatori che hanno bussato precedentemente la possibilità di cambiare le proprie carte: chi accetta riceve a turno nuove carte ed è obbligato a giocare la partita con le nuove carte ricevute. Nel caso in cui il mazzo non sia sufficiente a dare carte a tutti giocatori che lo abbiano richiesto, sarà cura del mazziere raccogliere tutte le carte coperte sul tavolo, esclusi gli scarti di coloro che partecipano al gioco e la carta scoperta di briscola, formando un nuovo mazzo che mischiato e tagliato verrà distribuito. L'ordine con cui vengono serviti i giocatori è lo stesso dell'inizio del gioco (primo chi è di mano, ultimo il mazziere). A differenza della bestia a 3 carte nella bestia a 5 carte anche colui che vorrà cambiare tutte le proprie carte è obbligato a bussare. In alcuni casi (se deciso all'inizio della sezione di gioco) viene data ai giocatori la possibilità, al momento della "dichiarazione", di dichiararsi eventuale terzo: in questo modo il giocatore dichiara che parteciperà alla partita solamente come terzo giocatore. Nel caso vi siano tre bussanti oltre il giocatore dichiaratosi eventuale terzo, egli non entrerà nella partita.

## Gioco della carta
Il primo giocatore alla destra del mazziere che ha bussato è il primo di mano, cioè inizia la prima mano. Durante la mano, ogni giocatore muove una carta alla volta e la presa si completa quando tutti i giocatori hanno fornito la propria. Regola fondamentale del gioco è che si debba rispondere al seme scelto dal primo giocatore: se il primo giocatore gioca denari, tutti devono giocare una carta di denari. Nel caso che un giocatore non sia in grado di rispondere con lo stesso seme, egli deve giocare una carta di briscola, se ne ha. La presa spetta al giocatore che ha fornito la carta più alta nel seme di uscita, a meno che non sia stata giocata una briscola, nel qual caso predomina la carta di briscola più alta. Attenzione alle regole indicate precedentemente. Esaurita la presa, uscirà per la mano successiva il giocatore che ha vinto la presa precedente.

## Vincita del piatto e Bestia
A differenza della bestia a 4 carte il piatto viene assegnato per intero a colui che riesce ad effettuare almeno tre prese o due prese nel caso in cui vi siano altri tre giocatori ad aver effettuato solo una presa. Nel caso nessuno riuscisse ad effettuare tre prese o due come nel caso precedente avverrà il salvamento: il piatto rimarrà in gioco, disponibile per il vincitore della mano di gioco successiva. Se un giocatore non riesce a fare nemmeno una presa perde (va in bestia), e come pegno versa nel piatto l'intero ammontare del piatto precedente.

## Varianti della smazzata
- Giro cieco (o cechetta): Tutti i giocatori sono obbligati a partecipare al gioco della carta come se bussassero senza cambiare carte.

- Buio (o invito): Si gioca normalmente ma su un piatto normale prima della distribuzione, il mazziere stesso può aumentare la posta versando una nuova quota ed obbligando tutti i giocatori che vogliono proseguire nella smazzata a corrispondere lo stesso ammontare.

- Cucù (o te la senti): I giocatori decidono di giocare o meno senza vedere il seme della briscola. Finita la dichiarazione si gira la briscola e si gioca senza cambiare le carte.

- A perdere: Nessun giocatore punta. Tutti i giocatori devono giocare obbligatoriamente. Chi non riesce a fare nessuna presa mette la bestia concordata precedentemente.

- Terzo obbligatorio: Si gioca normalmente ma si è obbligati a giocare almeno in tre. Ad esempio se si gioca in cinque e i primi due giocatori passano la mano ritirandosi, i restanti tre giocatori sono obbligati a giocare.

Tali varianti possono essere adottate a piacere ma con il consenso del tavolo come eventuale regola ad inizio gioco con lo scopo di aumentare la posta in gioco anche a carico dei giocatori che azzardano meno.

## Termine del gioco
Per poter terminare il gioco dando l'opportunità a tutti di "rifarsi" si chiama il giro, cioè tutti i giocatori faranno a turno il mazziere per l'ultima volta senza dover puntare ulteriormente. 